# لويس فرادي
لويس فرادي (مواليد 11 سبتمبر 1998) هو لاعب كرة يد برتغالي يلعب في نادي برشلونة.